# みどり豊
みどり豊（みどりゆたか）は、日本のイネの品種名および銘柄名。

## 概要
みどり豊は、コシヒカリの突然変異種から固定し育成した。「みどり」と「豊」は、育種家の子ども二人の名前。地球温暖化による高温障害を受けにくい高食味・突然変異種で、2週間くらいの晩生タイプ（みどり豊・龍の瞳・イセヒカリ）がポストコシヒカリ品種として有力候補になっている。

## 育成経過
- 2003年（平成15年）- 10月、佐藤富男（福島県伊達市）が長稈で熟期の遅い穂2本を発見。4世代にわたって選抜・固定をする。
- 2007年（平成19年）- 12月、実用形質の均一性・安定性を確認し、育成を完了。
- 2008年（平成20年）- 6月23日、品種名「みどり豊」として出願（出願番号:第22678号）。
- 2011年（平成23年）- 3月9日、品種登録（第20529号）[3]。
- 2014年（平成26年）- 1月20日、育成者権は佐藤富男から有限会社フローラトゥエンティワンに譲渡される。

## 受賞
- 2009年（平成21年）- 11月29日、第11回米・食味分析鑑定コンクール:国際大会（福島県天栄村）で特別優秀賞を受賞（滋賀県東近江市大沢稲作部会 垣谷猛）[4]。
- 2011年（平成23年）- 11月23日、第13回米・食味分析鑑定コンクール:国際大会（群馬県川場村）で特別優秀賞を受賞（滋賀県犬上郡北落地区営農生産組合）[5]。
- 2013年（平成25年）- 11月24日、第15回米・食味分析鑑定コンクール:国際大会（宮城県七ヶ宿町）で特別優秀賞を受賞（岐阜県高山市岩島正卓）[6]。
- 2014年（平成26年）- 11月24日、第16回米・食味分析鑑定コンクール:国際大会（青森県田舎館村）で特別優秀賞を受賞（群馬県みなかみ町本多義光）[7]。

## 生育・特性
コシヒカリより晩生（10～14日間）で、大粒・良食味。籾数は1割多く、長稈だが茎がしっかりしているため耐倒伏性・収量はコシヒカリに勝る。分蘖、耐病性はコシヒカリと同程度。

## 原種管理
- 有限会社フローラトゥエンティワン
  - 滋賀県東近江市大沢町398